# Heksafluororutenian fluoroksenonu
Heksafluororutenian fluoroksenonu, [XeF]+
[RuF
6]−
 – nieorganiczny związek chemiczny ksenonu i rutenu z fluorem.

## Otrzymywanie
Jeden z pierwszych otrzymanych związków chemicznych ksenonu, otrzymany w oparciu o syntezę heksafluoroplatynianu ksenonu. W podobnej reakcji udało się zsyntetyzować również inną pochodną tego typu – XeRhF
6. Bartlett przeprowadził także reakcję z fluorkiem rutenu(VI) otrzymując przypuszczalnie związek o przybliżonym składzie XeRuF
6. Tymczasem reakcja fluorku irydu(VI) z ksenonem prowadzi do otrzymania [XeF]+
[IrF
6]−
. Tego samego typu pochodną rutenu [XeF]+
[RuF
6]−
 otrzymano w wyniku reakcji difluorku ksenonu z fluorkiem rutenu(V) w roztworze pentafluorku bromu.

## Właściwości
Heksafluororutenian fluoroksenonu topi się w zakresie temperatury 110–111 °C i ma postać jednoskośnych żółtozielonych kryształów. Otrzymywany przy innym stosunku molowym reagentów [XeF]+
[Ru
2F
11]−
 ma barwę jasnozieloną i topi się w zakresie temperatury 49–50 °C, natomiast [Xe
2F
3]+
[RuF
6]−
 ma barwę żółtawozieloną i zakres temperatury topnienia 98–99 °C.